# Jan Bądzyński
Jan Bądzyński herbu Junosza (zm. w 1642 roku) – podkomorzy chełmski w latach 1634–1642, miecznik wołyński w latach 1610–1634.
Poseł na sejm 1624 roku, poseł ziemi chełmskiej na sejm 1627 roku.